# 江海龙
江海龙（1981年8月—），安徽庐江人，英国皇家化学学会会士，中国科学技术大学讲席教授。

## 生平
2003年本科毕业于安徽师范大学化学系，2008年于中国科学院福建物质结构研究所获博士学位。随后在日本国立产业技术综合研究所和美国德克萨斯农工大学访问研究。2013年入职中国科学技术大学，任化学系教授、博士生导师，并双聘于合肥微尺度物质科学国家研究中心。2019年10月，任中国科学技术大学化学系执行主任。

## 学术贡献
主要从事催化中心微环境的化学调控研究。主持国家重点研发计划项目、国家杰出青年基金项目等多项。在Nat. Catal.、J. Am. Chem. Soc.、Angew. Chem.、Nat. Commun.、Adv. Mater.、Chem. Rev.等期刊发表论文200余篇。2017年至今，连续每年入选科睿唯安全球高被引科学家（化学）和爱思唯尔中国高被引学者榜单。

## 社会兼职
中国化学会晶体化学专业委员会委员、中国化学会分子筛专业委员会委员、中国化学会二氧化碳化学专业委员会，中国感光学会光催化专业委员会委员，《Science Bulletin》副主编，中国科学技术大学学报副主编，《中国化学快报》、《化学学报》、《无机化学学报》等期刊编委。

## 奖励与荣誉
- 2013年，入选国家高层次人才计划青年项目
- 2017年，获中国科大海外校友基金会青年教师事业奖[3]
- 2018年，获太阳能光化学与光催化研究领域优秀青年科学家奖[4]
- 2018年，入选科技部创新人才推进计划中青年科技创新领军人才
- 2018年，当选英国皇家化学学会会士
- 2019年，入选国家万人计划科技创新领军人才
- 2020年，获教育部高等学校科学研究优秀成果奖（科学技术）一等奖（第一完成人）[5]
- 2022年，入选首届安徽省优秀青年科技人才
- 2022年，获纳米研究青年科学家奖[6]
- 2023年，获日本化学会杰出讲座奖
- 2023年，当选中国化学会会士[7]